# 2754 Efimov
2754 Efimov eller 1966 PD är en asteroid i huvudbältet som upptäcktes den 13 augusti 1966 av den ryska astronomen Tamara Smirnova vid Krims astrofysiska observatorium på Krim. Den har fått sitt namn efter den ryske flygpionjären Michail Nikiforovitj Efimov (1881–1919).